# Oberochsenbach
Oberochsenbach ist ein Teilort Burgweilers, eine von acht Ortschaften der baden-württembergischen Gemeinde Ostrach im Landkreis Sigmaringen.

## Geographie

### Geographische Lage
Der Teilort Oberochsenbach liegt rund sieben Kilometer südwestlich der Ortsmitte Ostrachs, zwischen Ochsenbach im Nordwesten, Waldbeuren im Nordosten, Zoznegg im Süden sowie dem Pfullendorfer Ortsteil Denkingen im Westen.

## Geschichte
1229 wurde erstmals der Ort Obernohsenbach, urkundlich erwähnt; 1435 war dieser im Besitz des Konrad Schorp von Freudenberg. 1454 wurden Oberochsenbach und Ochsenbach an das Kloster Salem verkauft.
1637 gelangte Oberochsenbach mit Burgweiler an die Grafschaft Heiligenberg, 1806 an Baden.
Im Zuge der Gebietsreform in Baden-Württemberg wurde die Gemeinde Burgweiler mit dem Ort Oberochsenbach am 1. Januar 1975 nach Ostrach eingemeindet.